# Chet Baker in Milan
Chet Baker in Milan är ett musikalbum från 1959 med Chet Baker Sextet. Albumet spelades in i Italien i september/oktober 1959.

## Låtlista
1. Lady Bird (Tadd Dameron) – 4:46
2. Cheryl Blues (Charlie Parker) – 5:0
3. Tune Up (Miles Davis) – 5:19
4. Line for Lyons (Gerry Mulligan) – 7:47
5. Pent Up House (Sonny Rollins) – 5:01
6. Look for the Silver Lining (Jerome Kern/Buddy DeSylva) – 4:36
7. Indian Summer (Victor Herbert/Al Dubin) – 5:16
8. My Old Flame (Arthur Johnston/Sam Coslow) – 4:56

Inspelad 25 september (spår 1), 26 september (spår 2–4) och 6 oktober (spår 5–8) 1959.

## Medverkande
- Chet Baker – trumpet
- Glauco Masetti – altsax (spår 1–6)
- Gianno Basso – tenorsax (spår 1–6)
- Renato Sellani – piano
- Franco Serri – bas
- Gene Victory – trummor